# 索诺木杜棱
索诺木杜棱（？—1644年），清代蒙古敖汉部人，博尔济吉特氏。兀鲁思孛罗（或图鲁博罗特，存在争议）玄孙，纳密克曾孙，贝玛土谢图之孙，岱青杜楞之子。
1627年，归附后金，赐号济农，皇太极把姐姐莽古济嫁给他。1628年，随征察哈尔。1634年，从征明朝，从得胜堡由大同至朔州。1635年，冷僧机告发莽古尔泰、德格类、莽古济盟誓谋逆夺权，索诺木杜棱并出证，莽古济被处死。1636年，随征朝鲜，再征瓦尔喀。1641年，攻打明朝锦州、松山，因功受赏。1644年索诺木杜棱去世，1648年，追封多罗郡王。子玛济克、布达。